# Руанска катедрала
Руанската катедрала „Света Богородица“ (на френски: Cathédrale Notre-Dame de Rouen) е католическа църква в град Руан, Франция, катедрала на Руанския архидиоцез.
Разположена е в централната част на града, на 330 m от десния бряг на река Сена. Сградата е в готически стил, като строителството започва през 1202 година и различни допълнения и промени по нея се правят до края на XIX век. Шпилът на централната кула е с височина 151 m, което прави Руанската катедрала най-високата сграда в света между 1876 и 1880 година.